# Studio 60 on the Sunset Strip
Studio 60 on the Sunset Strip er en amerikansk TV-serie (Drama) som foregår bag scenen på det fiktive sketch komedie show som også hedder «Studio 60 on the Sunset Strip». Showets format minder om NBC's Saturday Night Live. I serien møder vi både skuespillere, producenter, skribenter og den fiktive TV-kanal NBS' ledelse.
Serien er lavet og skrevet af Aaron Sorkin og kørte på NBC fra den 18. september 2006 til den 28. juni 2007. I Danmark blev serien sendt på Kanal 5.

## Medvirkende

### Hovedroller
- Bradley Whitford som Danny Tripp: En TV producer som overtager styrelsen af showet sammen med Matt Albie, hans ven gennem mange år. Han er også tidligere misbruger.
- Matthew Perry som Matt Albie: En tidligere skribent for Studio 60 som bliver tilbudt at komme tilbage til showet som med producer og hoved skribent da den tidligere ledende producer Wes Mendell bliver fyret. Han har også tidligere i flere omgange været kæreste med Harriet Hayes.
- Amanda Peet som Jordan McDeere: Nyligt hyret president af det fiktive TV netværk NBS hvor Studio 60 bliver sendt.
- Sarah Paulson som Harriet Hayes: En af de tre hoved skuespillere i showet. Matt Albies tidligere kæreste. Har også datet Luke Scott, en tidligere skribent på Studio 60 og Matts rival, som nu er en instruktør. Rollen er delvist baseret på Kristin Chenowth, Aaron Sorkins tidligere kæreste da hun arbejdede på The West Wing.
- Nate Corddry som Tom Jeter: En anden af de tre hoved skuespillere i showet. Han er fra Midwest og hans bror arbejde som ingeniør på en farlig opgave i Afghanistan. Han er kærester med Lucy, en af skribenterne på showet.
- D. L. Hugley som Simon Stiles: Den sidste af de tre hoved skuespillere i showet. Hans oprindelig intention var at spille drama, men spiller som sagt komik i serien.
- Steven Weber som Jack Rudolph: Formanden for det fiktive netværk NBS og Jordan's boss. Han er skilt fra sin kone.
- Timothy Busfield som Cal Shanley: Instruktør på det fiktive show Studio 60. Busfield har også instrukeret flere afsnit af serien, som han gjorde for Sports Night. Cal har to børn.